# Résidence présidentielle de Castelporziano
La résidence présidentielle de Castelporziano est l'une des trois résidences de la présidence de la République italienne après le palais du Quirinal à Rome et Villa Rosebery à Naples. Elle est située dans le Municipio XIII de la ville de Rome, à 24 km du centre-ville de Rome. Le domaine présidentiel de Castelporziano couvre une superficie de 5 892 hectares.

## Historique
Le domaine de Castelporziano a été acheté en 1872 par le ministre des Finances du royaume d'Italie, Quintino Sella, en tant que lieu de représentation, de chasse et de ferme de la Maison de Savoie.
En 1948, il est devenu la propriété du président de la République italienne. En 1977, le président Giovanni Leone interdit la chasse sur le domaine, et la zone de culture fut réduite à 500 hectares. En 1985, il y avait environ 1 000 hectares annexé du littoral de Capocotta. En 1999, le domaine est devenu une réserve naturelle de l'État italien. En 1997, un incendie a détruit environ vingt hectares de parc présidentiel. La zone de la résidence de  Castelporziano et celle de la Réserve naturelle de la côte romaine sont soumis à de fréquents incendies. Pour cette raison, le ministère de l'Environnement et de la Protection du Territoire et de la Mer a inclus à la fois les aires protégées et les réserves naturelles, conformément à la loi du 21 novembre 2000.

## Biodiversité
Le domaine présidentiel abrite des centaines d'ongulés sauvages, en particulier dans les zones reculées où la forêt est plus dense et ancienne. Des groupes constitués de sangliers, chevreuils, daims et cerfs errent librement parmi des centaines d'hectares de chênes verts, de forêt de pins, de garrigue et de clairières et prairies naturelles. L'importance population de cerfs, est considérée comme une espèce endémique (Capreolus capreolus italicus) dans cette région. D'autres espèces animales partagent ce territoire, le renard, le blaireau européen, la martre des pins, le porc-épic, la mouffette, le hérisson, la belette, le lapin et le lièvre.
Les troncs des vieux et majestueux chênes offrent un abri à plusieurs espèces de pics, au geai, au hibou, à la chouette effraie ainsi qu'aux rapaces diurnes et nocturnes tels que la buse variable. Les zones de forêt inondée, attirent les oiseaux limicoles, les oiseaux de rivage et la sauvagine. Ce sont des espèces migratrices, parmi celles-ci, la bécasse, la colombe, le milan noir et le pigeon ramier.